# Campañas antárticas de Chile

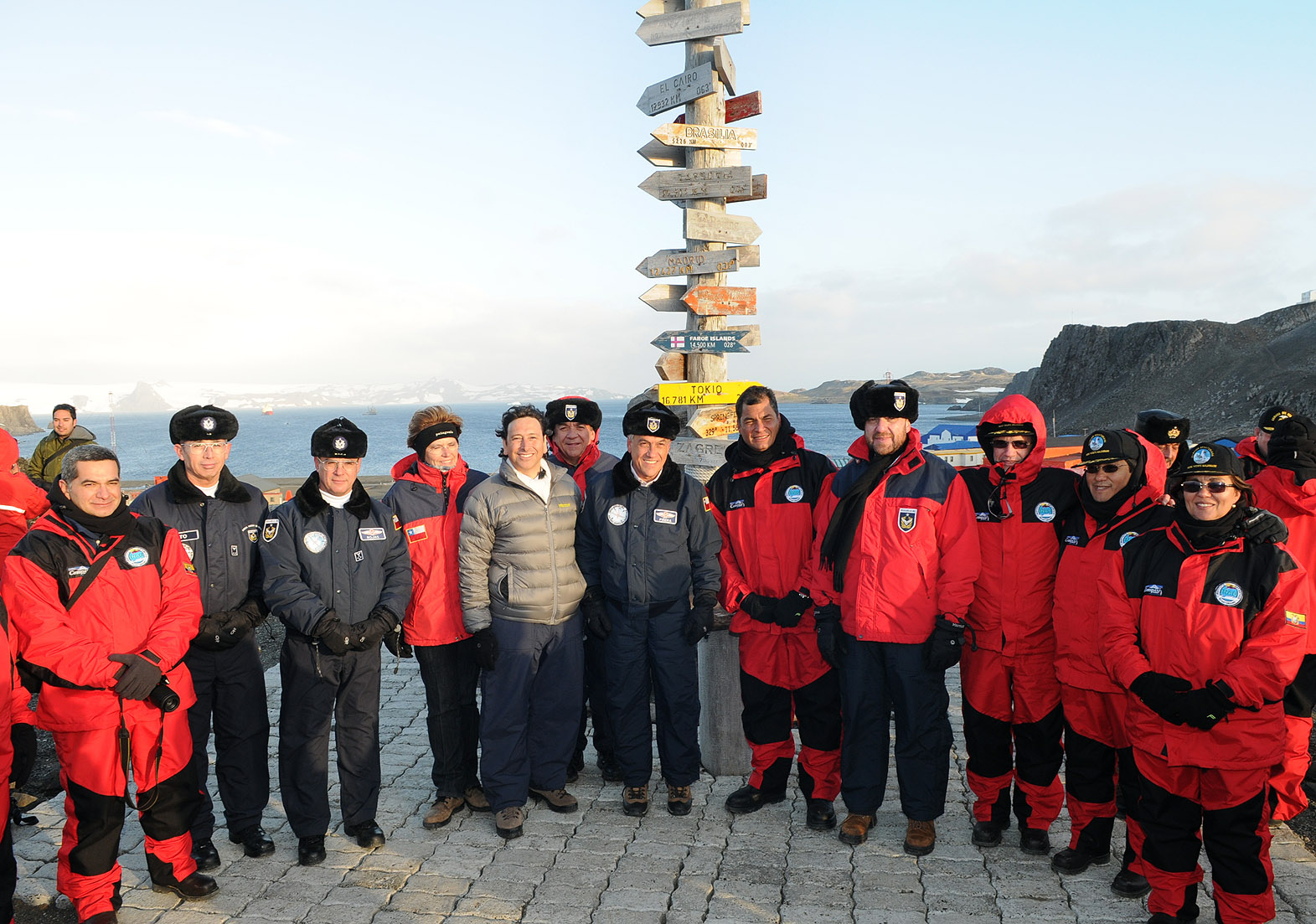
Visita del presidente Sebastián Piñera durante la campaña antártica del verano 2011-2012

Chile lleva adelante campañas antárticas cada año en forma ininterrumpida desde 8 de enero de 1947 (78 años), durante las cuales se releva al personal que invernó en la Antártida, se provee de abastecimientos a las bases y se realizan tareas de investigación y observación
Desde la decimonovena campaña, cada una de las expediciones oficiales que realiza Chile a su Territorio Antártico se denominan como Expedición Científica Antártica (ECA). Las ECA son organizadas, planificadas y orientadas por el Instituto Antártico Chileno (INACH) y están integradas por investigadores, universidades y otras instituciones, que integran el Programa Nacional de Ciencia Antártica (PROCIEN).

## Listado de campañas antárticas
| Campaña antártica | Temporada                        | Observaciones |
| ----------------- | -------------------------------- | --- |
| 1                 | 8 de enero a 26 de marzo de 1947 | Primera expedición científica chilena antártica, instalación de la Base Capitán Arturo Prat en la Isla Greenwich |
| 2                 | Verano 1947-1948                 | Segunda Expedición Antártica Chilena. Instalación en la península antártica de la Base General Bernardo O'Higgins por parte del Ejército de Chile, segunda base científica chilena en la Antártica Visita del Presidente Gabriel González Videla, primer jefe de Estado en ejercicio en visitar el continente antártico                                                            |
| 3                 | Verano 1948-1949                 | Instalación de la Base Luis Risopatrón en la Isla Robert |
| 4                 | Verano 1949-1950                 | |
| 5                 | Verano 1950-1951                 | Inauguración en la Bahía Paraíso (península antártica) de la Base Presidente Gabriel González Videla, primera base antártica de la Fuerza Aérea de Chile. |
| 6                 | Verano 1951-1952                 | |
| 7                 | Verano 1952-1953                 | |
| 8                 | Verano 1953-1954                 | |
| 9                 | Verano 1954-1955                 | Instalación de la Base Presidente Pedro Aguirre Cerda en la Isla Decepción. Su funcionamiento terminó violenta y definitivamente el 4 de diciembre de 1967 cuando una erupción volcánica destruyó la base. |
| 10                | Verano 1955-1956                 | |
| 11                | Verano 1956-1957                 | |
| 12                | Verano 1957-1958                 | Año Geofísico Internacional |
| 13                | Verano 1958-1959                 | Año Geofísico Internacional |
| 14                | Verano 1959-1960                 | Tratado Antártico |
| 15                | Verano 1960-1961                 | Utilización de la Base Presidente Gabriel González Videla como estación netamente científica, operada por la Universidad de Chile. |
| 16                | Verano 1961-1962                 | Inauguración de la Base científica Yelcho en la Isla Doumer. |
| 17                | Verano 1962-1963                 | |
| 18                | Verano 1963-1964                 | Desactivación de la Base Presidente Gabriel González Videla |
| 19                | Verano 1964-1965                 | Primera expedición científica coordinada por el Instituto Antártico Chileno (INACH), denominada ECA 1. El jefe de la expedición fue Alejandro Forch. |
| 20                | Verano 1965-1966                 | ECA 2, el jefe de la expedición INACH fue Alejandro Forch. |
| 21                | Verano 1966-1967                 | ECA 3, el jefe de la expedición INACH fue Ciro Da Forno. |
| 22                | Verano 1967-1968                 | ECA 4, el jefe de la expedición INACH fue Emilio Lorca. |
| 23                | Verano 1968-1969                 | ECA 5. Inauguración del Centro Meteorológico Antártico Presidente Eduardo Frei Montalva (futura Base Presidente Eduardo Frei Montalva) en la Isla Rey Jorge. ECA 6, el jefe de la expedición INACH fue Enrique Ode. ECA IV, el jefe de la expedición INACH fue Fernando Bückle. El presidente Eduardo Frei Montalva visitó el territorio antártico.                                |
| 24                | Verano 1969-1970                 | ECA 6, el jefe de la expedición INACH fue Humberto Baccaro. |
| 25                | Verano 1970-1971                 | ECA 7, el jefe de la expedición INACH fue Pablo Ulriksen. |
| 26                | Verano 1971-1972                 | ECA 8, el jefe de la expedición INACH fue Roberto Rötger. |
| 27                | Verano 1972-1973                 | ECA 9, el jefe de la expedición INACH fue Jaime Prfaur. Instalación en la península antártica de refugio Punta Spring, primera instalación construida por la INACH, para estudios de geodesia y glaciología. |
| 28                | Verano 1973-1974                 | ECA 10 |
| 29                | Verano 1974-1975                 | ECA 11 |
| 30                | Verano 1975-1976                 | ECA 12 |
| 31                | Verano 1976-1977                 | ECA 13. Entre el 14 y 24 de enero de 1977, Augusto Pinochet Ugarte junto a su esposa Lucía Hiriart, y José Toribio Merino visitan el territorio antártico a bordo del Transporte "Aquiles" de la Armada de Chile. Pinochet visitó todas las bases antárticas chilenas y se adentró en las cercanías del círculo polar antártico.                                                   |
| 32                | Verano 1977-1978                 | ECA 14 |
| 33                | Verano 1978-1979                 | ECA 15 |
| 34                | Verano 1979-1980                 | ECA 16 |
| 35                | Verano 1980-1981                 | ECA 17. el 17 de marzo, la Fuerza Aérea de Chile inaugura el Aeródromo Teniente Rodolfo Marsh Martin, en la isla Isla Rey Jorge, |
| 36                | Verano 1981-1982                 | ECA 18 |
| 37                | Verano 1982-1983                 | ECA 19. El explorador Alejo Contreras Staeding es el primer chileno (y sudamericano) en conquistar la cima del monte Vinson (4.897 m s. n. m.), el más alto de la Antártica. |
| 38                | Verano 1983-1984                 | ECA 20 |
| 39                | Verano 1984-1985                 | ECA 21. Operación Estrella Polar: Primer vuelo directo de la Fuerza Aérea de Chile al Polo Sur, con medios propios y apoyo logístico institucional. Pinochet inaugura la Villa Las Estrellas y su respectiva escuela. |
| 40                | Verano 1985-1986                 | ECA 22. Transferencia de la o Base T-Adelaide Island por parte del Reino Unido a Chile, rebautizándola como Base Carvajal. |
| 41                | Verano 1986-1987                 | ECA 23. Inauguración por parte de la Armada de Chile de la Estación marítima de Bahía Fildes, en la Isla San Jorge. |
| 42                | Verano 1987-1988                 | ECA 24 |
| 43                | Verano 1988-1989                 | ECA 25. El explorador Alejo Contreras Staeding se convierte en el primer chileno en llegar a pie al polo sur. |
| 44                | Verano 1989-1990                 | ECA 26 |
| 45                | Verano 1990-1991                 | ECA 27. Instalación de la Estación Alemana de Recepción Antártica junto a la Base General Bernardo O'Higgins. |
| 46                | Verano 1991-1992                 | ECA 28. Inauguración de la Base científica Doctor Guillermo Mann en la Isla Livingston. |
| 47                | Verano 1992-1993                 | ECA 29 |
| 48                | Verano 1993-1994                 | ECA 30. Inauguración de la Base Profesor Julio Escudero en la Isla Rey Jorge. |
| 49                | Verano 1994-1995                 | ECA 31 |
| 50                | Verano 1995-1996                 | ECA 32. Operación Estrella Polar II: Se usa el campamento Patriot Hills con el objetivo de que la Fuerza Aérea llegue por segunda vez al Polo Sur, con medios propios y apoyo logístico institucional. |
| 51                | Verano 1996-1997                 | ECA 33 |
| 52                | Verano 1997-1998                 | ECA 34 |
| 53                | Verano 1998-1999                 | ECA 35 |
| 54                | Verano 1999-2000                 | ECA 36 |
| 55                | Verano 2000-2001                 | ECA 37 |
| 56                | Verano 2001-2002                 | ECA 38 |
| 57                | Verano 2002-2003                 | ECA 39 |
| 58                | Verano 2003-2004                 | ECA 40 |
| 59                | Verano 2004-2005                 | ECA 41 |
| 60                | Verano 2005-2006                 | ECA 42 |
| 61                | Verano 2006-2007                 | ECA 43 |
| 62                | Verano 2007-2008                 | ECA 44 |
| 63                | Verano 2008-2009                 | ECA 45 |
| 64                | Verano 2009-2010                 | ECA 46. Expedición Científica Antártica del Bicentenario. |
| 65                | Verano 2010-2011                 | ECA 47. Estudios paleontológicos en las Islas Shetland del Sur y sector oriental de la península Antártica |
| 66                | Verano 2011-2012                 | ECA 48. Visita del Presidente Sebastián Piñera a Base Presidente Eduardo Frei Montalva y Base Capitán Arturo Prat |
| 67                | Verano 2012-2013                 | ECA 49 |
| 68                | Verano 2013-2014                 | ECA 50. Inauguración de la Estación polar científica conjunta Glaciar Unión en la Tierra de Ellsworth, con la presencia del Presidente Sebastián Piñera |
| 69                | Verano 2014-2015                 | ECA 51 |
| 70                | Verano 2015-2016                 | ECA 52 |
| 71                | Verano 2016-2017                 | ECA 53 |
| 72                | Verano 2017-2018                 | ECA 54 |
| 73                | Verano 2018-2019                 | ECA 55 |
| 74                | Verano 2019-2020                 | ECA 56. Se rehabilitó el refugio Risopatrón, ubicado en la isla Robert. |
| 75                | Verano 2020-2021                 | ECA 57 |
| 76                | Verano 2021-2022                 | ECA 58 |
| 77                | Verano 2022-2023                 | ECA 59. Se instalaron seis estaciones de la Red Latitudinal de Estaciones Multiparamétricas, en cabo Melville, punta Armonía, las bases Prat, O’Higgins, y Gabriel González Videla y el refugio Boonen Rivera. |
| 78                | Verano 2023-2024                 | ECA 60. Se instalaron tres estaciones de la Red Latitudinal de Estaciones Multiparamétricas en las islas D’Hainaut, Alcock y Livingston, y se hizo mantención a equipos ubicados en cabo Melville y en la estación cercana a la base Profesor Julio Escudero. |
| 79                | Verano 2024-2025                 | ECA 61. Operación Estrella Polar III: El presidente Gabriel Boric se convierte en el primer jefe de Estado del mundo en visitar el Polo Sur y el tercer mandatario (incluyendo jefes de Gobierno) a nivel mundial. El INACH toma muestras del hielo de la zona para investigar sus niveles de contaminación, su director, el glaciólogo Gino Casassa forma parte de la expedición. |